# Hotel Le Pavillon
El Hotel Le Pavillon (en inglés: Le Pavillon Hotel) es un hotel de lujo en Nueva Orleans, Luisiana, Estados Unidos. Originalmente fue llamada Denechaud, a continuación, por generaciones fue el Hotel De Soto. Le Pavillon Hotel se colocó en el Registro Nacional de Lugares Históricos del Departamento del Interior de EE. UU. en 1991. Le Pavillon Hotel es miembro de Historic Hotels of America, el programa oficial de la National Trust for Historic Preservation. 